# Regionalwahl im Aostatal 2008
- PD: 3
- V–R: 5
- FA: 2
- UV: 17
- SA: 4
- PdL: 4

Die Regionalwahl im Aostatal 2008 fand am 25. Mai statt.

## Ergebnis
| Listen                           | Listen                                    | Stimmen | %    | Mandate |
| -------------------------------- | ----------------------------------------- | ------- | ---- | ------- |
|                                  | Union Valdôtaine                          | 32.614  | 44,4 | 17      |
| Stella Alpina – Unione di Centro | 8.370                                     | 11,4    | 4    |         |
| Fédération Autonomiste           | 4.536                                     | 6,2     | 2    |         |
| ↳ Gesamt                         | 45.520                                    | 62,0    | 23   |         |
|                                  | Vallée d'Aoste Vive – Renouveau Valdôtain | 9.170   | 12,5 | 5       |
| Partito Democratico              | 6.841                                     | 9,3     | 3    |         |
| Arcobaleno Valle d'Aosta         | 4.120                                     | 5,6     | –    |         |
| ↳ Gesamt                         | 20.131                                    | 27,4    | 8    |         |
|                                  | Il Popolo della Libertà                   | 7.826   | 10,7 | 4       |
| Gesamt                           | Gesamt                                    | 73.476  | 100  | 35      |
|                                  |                                           |         |      |         |
| Ungültige Stimmen                | Ungültige Stimmen                         | 2.711   | –    |         |
| Wähler                           | Wähler                                    | 76.187  | 74,3 |         |
| Wahlberechtigte                  | Wahlberechtigte                           | 102.567 |      |         |
|                                  |                                           |         |      |         |
| Quelle: Regionalregierung        |                                           |         |      |         |